# Rathmann János
Rathmann János (Sárbogárd, 1934. február 13. – 2018. április 25.) magyar filozófiatörténész, germanista, a Magyar Tudományos Akadémia doktora.

## Élete

### Tanulmányai
1953 és 1958 között a Szegedi Tudományegyetemen, majd az ELTE Bölcsészettudományi Karán filozófiai, német nyelvi és orosz nyelvi tanulmányokat folytatott. 1958-ban szerezte meg a filozófia szakos tanári diplomát, 1959-ben pedig a német nyelv- és irodalomszakos diplomát az Eötvös Loránd Tudományegyetemen, mindkettőt kitüntetéssel. Tudományos fokozatát (CSc) 1972-ben szerezte, 1989-ben lett a filozófia tudományok doktora (DSc).

### Munkássága
A felvilágosodás szellemtörténetének, a kor magyar-német hatástörténetének nemzetközi hírű kutatója. Herder és Hamann életművének avatott ismerője, földolgozója. Behatóan kutatta Herder magyarságképét. A kilencvenes évektől kezdve érdeklődése az osztrák-magyar felvilágosodás kérdései felé fordul. Kutatja a felvidéki (szepesi) német ajkú, lutheránus filozófus-tanárok, elsősorban Johann Genersich, Christian Genersich és a fiatalabb, ill. idősebb Johann Toperczer felvilágosító tevékenységét, valamint Kant filozófiájának korabeli magyarországi recepciójában játszott szerepüket.

## Főbb művei
- Idegen szavak a filozófiában:. Budapest: Nemzeti Tankönyvkiadó (1996). ISBN 9631875148
- Zur Geschichtsphilosophie Johann Gottfried Herders (német nyelven). Budapest: Akadémiai Kiadó, 136. o. (1978). ISBN 9630515849
- Herder eszméi a historizmus útján. Budapest: Akadémiai Kiadó (1983). ISBN 9630531763
- Historizität in der Deutschen Aufklärung (német nyelven). Frankfurt am Main: P. Lang, 175. o. (1993). ISBN 3631452519
- Herder eszméi, a historizmus útján. Budapest: Akadémiai Kiadó, 162. o. (1983). ISBN 9630531763
- Herder und Ungarn, 12. o. (1979)
- Beiträge zur Geschichtsphilosophie J. G. Herders (1971)
- Korszakok, irányzatok, életművek. MTA-ORZSE, 345. o. (2010). ISBN 9638864435
- Történetiség a német felvilágosodásban. Budapest: Logos Kiadó, 171. o. (2007). ISBN 9789638159168